# Sierra de Nogueira
La Serra da Nogueira es la 11.ª mayor elevación de Portugal Continental, con 1.318 metros de altitud. Se sitúa en Alto Trás-os-Montes, en los concejos de Braganza, Macedo de Cavaleiros y Vinhais. En la Serra da Nogueira nacen los ríos Azibo, Fervença y Ribeira de Vilares
En la serra da Nogueira se sitúa el punto ferroviario más alto de Portugal, en la estación de Rossas, en Santa Comba de Rossas. Aquí, la abandonada Linha do Tua encontraba también su mayor túnel, el Túnel de Arufe, y uno de los mayores túneles y de los mayores puentes, ambos con el nombre de Remisquedo. También en esta serra da Nogueira se encuentra el mayor carvallal de Portugal.